# Ylva Molitor-Gärdsell
Ylva Molitor-Gärdsell, född 24 november 1958 i Stockholm, är en svensk målare med akvarell som främsta teknik. Hon är bosatt i Södra Mellby söder om Kivik på Österlen och verksam där samt i Gryts skärgård och i Sydney Australien. Hennes ateljé för arbete och utställningar finns i Södra Mellby.

## Biografi
Ylva Molitor-Gärdsell växte upp utanför Torshälla i Sörmland och var från tidig ålder intresserad av konst. En viktig förebild var släktens konstnär Hans Viksten som senare blev professor på Konsthögskolan i Stockholm och som uppmanade henne att måla trots att hon valde Handelshögskolan framför Konsthögskolan. Intresset för måleri tog till slut överhanden och vid fyrtio års ålder började hon att etablera sig som konstnär. Förutom att hon har deltagit i utbildningar på Gerlesborgsskolan för bland annat Arne Isacsson är hon till stor del autodidakt. 
Molitor-Gärdsells internationella bakgrund, erfarenheter och upplevelser har påverkat hennes konstnärliga uttryck. På 1970-talet verkade familjen utomlands i Belfast, Nordirland, och norra Nordkorea. Större delen av hennes vuxna liv har hon bott utomlands i Grenoble, Paris, Sydney och Bryssel. Idag är hon verksam i Sverige och Australien.
Molitor-Gärdsell var uttagen av Nordiska Akvarellsällskapet att representera Sverige på Nordisk Akvarell i Reykjavik, Island, 2010 samt på European Confederation of Watercolour Societies utställning på akvarellmuseet i Llanca, Spanien 2015.

## Representerad
Södermanlands landsting

## Utställningar[3]
Separatutställningar i urval:
- Galleri La Fleurist, 2005, 2006
- Chateau d'Argenteuil, Waterloo, Belgien, 2007
- Björholmens Konsthall, Tjörn, 2009, 2010, 2011, 2012
- Kvarnen, Torshälla, 2009
- Galleri Svea, Stockholm, 2011
- Galleri SK, Göteborg, 2011
- First G:allery, Göteborg, 2011
- Galleri Hagman, Stockholm, 2012
- Bollebygds Kultur, 2013

Jurybedömda samlingsutställningar i urval:
- Väsby Konsthall, Stockholm, Akvarellsalong, 2009, 2010, 2011, 2012, 2015
- Väsby Konsthall, Stockholm, 30x30, 2009
- Edsvik Konsthall, Stockholm, Nationell Salong i Akvarell, 2010, 2011, 2014, 2015
- Nordens Hus, Reykjavik, Island, Nordisk Akvarell, 2010
- Landskrona Konsthall, 2010
- Edsvik Konsthall, Stockholm, Höstsalong 2013
- Nordiska Akvarellsällskapet, Internet, 2015
- Östergötlands museum, Linköping 2015
- European Confederation of Watercolour Societies, Llanca, Spanien, 2015

Övriga samlingsutställningar i urval:
- Gerlesborgsskolan ,2006
- Galleri Rita med bl.a. Arne Isacsson', Göteborg, 2009
- Galleri Kim Anstensen, Göteborg, 2012
- Postens Konstförening, Stockholm, 2014